# Односи Србије и Марока
Односи Србије и Марока су инострани односи Републике Србије и Краљевине Марока.

## Билатерални односи
Дипломатски односи са Мароком су успостављени 2.3.1957. Били су прекинути 1984.г., због признања Западне сахаре. Поново су успостављени 1988.г.
1961. Јосип Броз Тито је предводио југословенску делегацију у посети Мароку.
Мароко је гласао против пријема Косова у УНЕСКО 2015.

### Економски односи
- У 2020. години укупна робна размена износила је 31,7 милиона долара. Од тога извоз Србије био је 6,3 милиона, а увоз 25,3 милиона УСД.
- У 2019. размењено је укупно роба вредних 38 милиона УСД. Извоз из наше земље достигао је 12 милиона долара, а увоз 26 милиона.
- У 2018. укупна робна размена вредела је 31 милион долара. Извоз из РС био је 11 милиона, а увоз 20 милиона УСД.[4][5]

### Дипломатски представници

#### У Београду
- Мухамед Белхаж, амбасадор, 2017—
- Абдулах Загоур, амбасадор, 2012—
- Камал Факир Бенаиса, амбасадор, 2003—
- Тами Ел Уазани, амбасадор
- Калид Калид, амбасадор
- Моктад Носар, амбасадор
- Тами Ел Уазани, амбасадор
- Хасан Кахад, амбасадор
- Јонес Нектоут, амбасадор
- Мехди М. Жентар, амбасадор

#### У Рабату
Амбасада Републике Србије у Рабату (Мароко) радно покрива Сенегал и Мауританију.
- Иван Бауер, амбасадор, 2022. -
- Слађана Прица-Тавчиовска, амбасадор, 2014. - 2020.
- Станислав Стакић, амбасадор, 2009. - 2013.
- /  /  Мехмед Бећовић, амбасадор, 2003. - 2009.
- Голуб Лазовић, амбасадор
- Димитрије Бабић, амбасадор, 1989. - 1992.
- Лазар Живуљ, амбасадор, - 1987.
- Соња Орешчанин, амбасадор, 1982. - 1984.
- Гвидо Браница, амбасадор, 1977. -
- Љупчо Тавчиовски, амбасадор, 1973. - 1977.
- Зденко Свете, амбасадор, 1969. - 1973.
- Милан Венишник, амбасадор, 1965. - 1969.
- Славољуб Петровић Ђера, амбасадор, 1961. - 1965.
- Мустафа Виловић, посланик, 1958. - 1961.